# 旧哈萨姆住宅
旧哈萨姆住宅（旧ハッサム住宅）是日本兵库县神户市中央区山手通相楽園内的一座異人館。

## 沿革
该建筑为2层木建筑，建于1902年（明治35年），原为英属印度商人哈萨姆（J.K.Hassam）的豪华住宅。设计者为英国建筑师亚历山大·汉塞尔（Alexander N. Hansell）。
1961年，当时的所有者神户清真寺将其捐赠给神户市，同年6月7日指定为日本国家重要文化財。1963年搬迁至相楽園内保存。该建筑在1995年阪神大地震中受损，震后修复。倒下的烟囱現在作为地震记录陈列在前院的一个角落里。
前庭的2盏煤气灯设于1874年，被确定为旧居留地的路灯，为日本现存最古老的煤气灯。

## 圖片

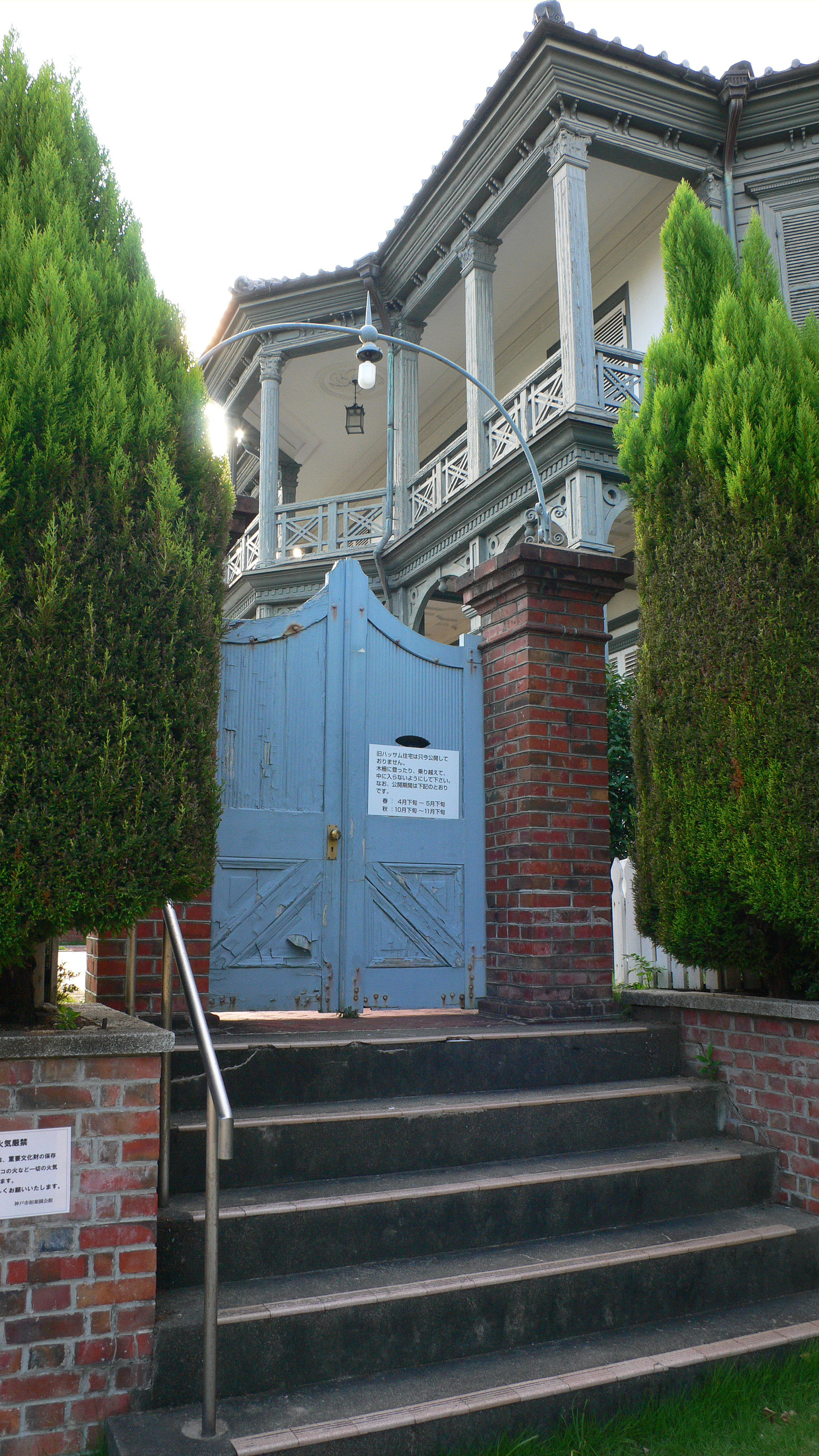
東側入口
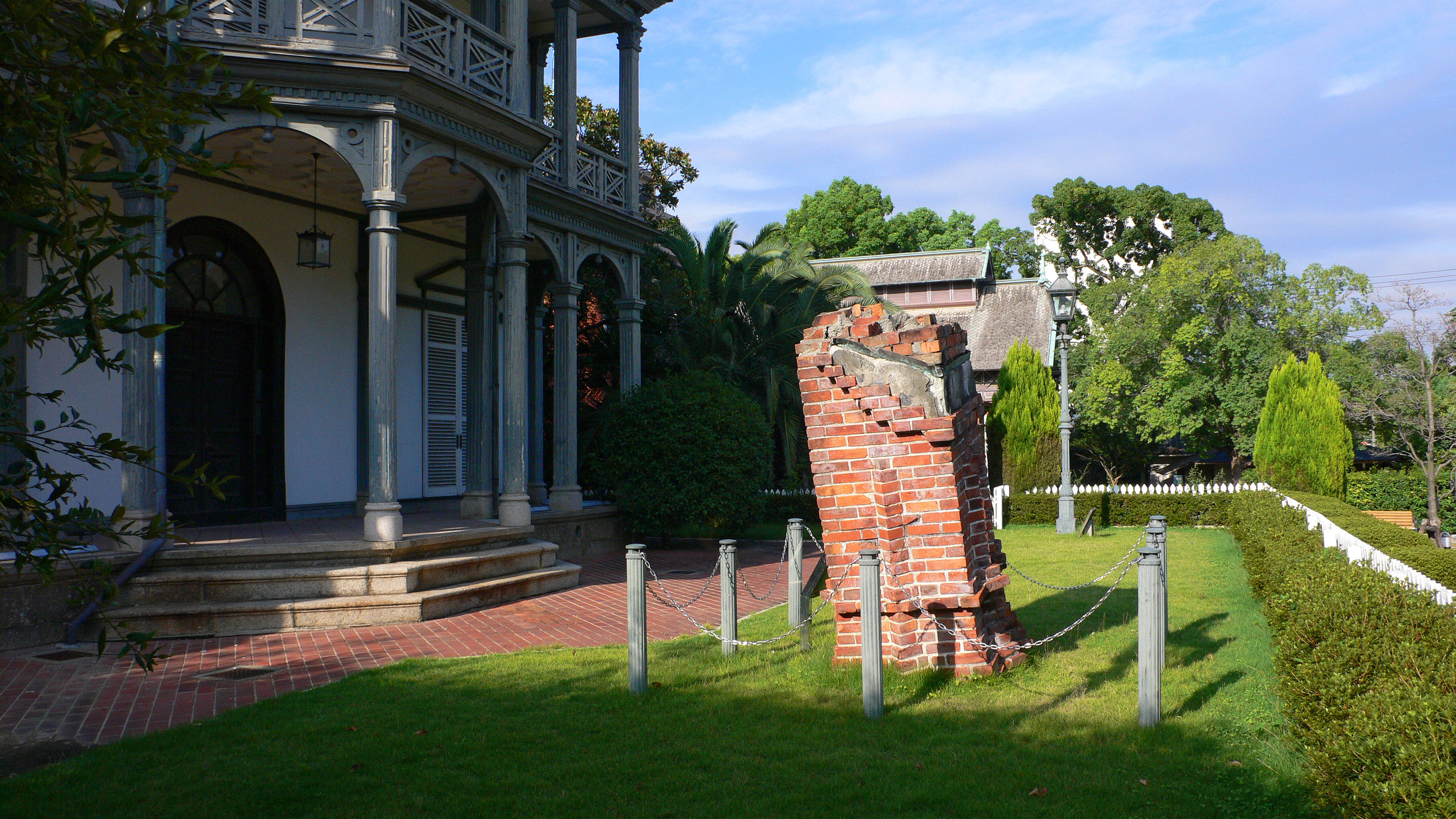
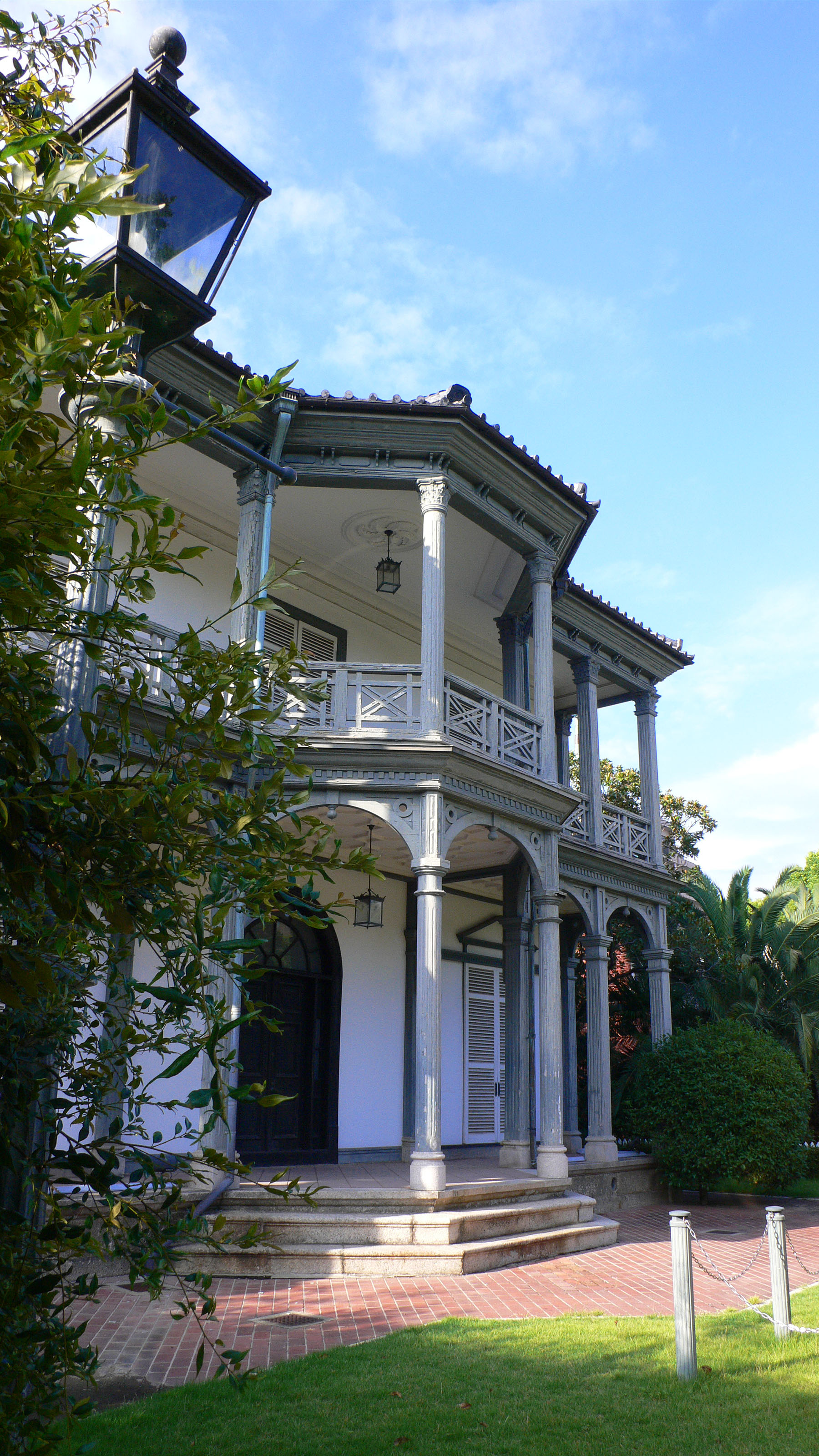
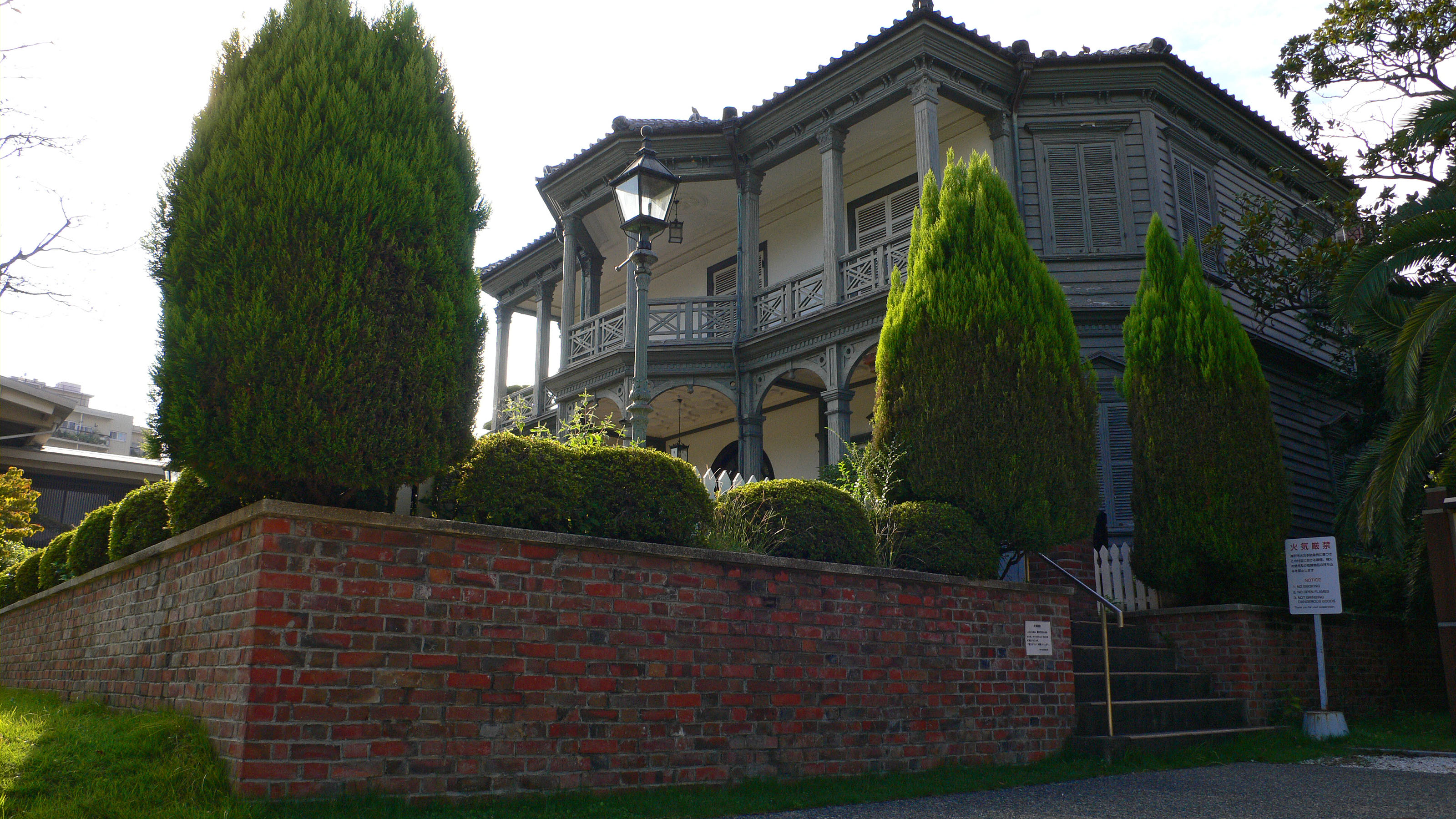